# أنيري فاجاني
أنيري فاجاني (مواليد 26 مارس 1994)، ممثلة هندية. أشتهرت بدورها بمسلسل هوس مايا و سلسلة العلاقات المتغيرة.

## روابط خارجية
- أنيري فاجاني على موقع IMDb (الإنجليزية)
- أنيري فاجاني على موقع قاعدة بيانات الفيلم (الإنجليزية)
- أنيري فاجاني على موقع كينوبويسك (الروسية)